# Medveja
Medveja je naselje na opatijski rivieri v Istri, pod gorskim hrbtom Učke zahodno od Reke ob glavni cesti Reka - Pula.
Medveja je znana po dolgi peščeni plaži, eni najlepših na območju Kvarnerja. Naselje in letovišće leži v slikovitem zalivu na vzhodni obali Istre ob ceti severovzhodno od Lovrana, od katerega je oddaljena okoli 3 km.
V kraju je manjše pristanišče z valobranom, kjer je mogoče privezati manjša plovila. Morje je ob privezih globoko do 8 m.

## Demografija
| Pregled števila prebivalcev po letih | Pregled števila prebivalcev po letih | Pregled števila prebivalcev po letih | Pregled števila prebivalcev po letih | Pregled števila prebivalcev po letih | Pregled števila prebivalcev po letih | Pregled števila prebivalcev po letih | Pregled števila prebivalcev po letih | Pregled števila prebivalcev po letih | Pregled števila prebivalcev po letih | Pregled števila prebivalcev po letih | Pregled števila prebivalcev po letih | Pregled števila prebivalcev po letih | Pregled števila prebivalcev po letih | Pregled števila prebivalcev po letih |
| ------------------------------------ | ------------------------------------ | ------------------------------------ | ------------------------------------ | ------------------------------------ | ------------------------------------ | ------------------------------------ | ------------------------------------ | ------------------------------------ | ------------------------------------ | ------------------------------------ | ------------------------------------ | ------------------------------------ | ------------------------------------ | ------------------------------------ |
| 1857                                 | 1869                                 | 1880                                 | 1890                                 | 1900                                 | 1910                                 | 1921                                 | 1931                                 | 1948                                 | 1953                                 | 1961                                 | 1971                                 | 1981                                 | 1991                                 | 2001                                 |
| 0                                    | 0                                    | 226                                  | 177                                  | 193                                  | 262                                  | 0                                    | 0                                    | 208                                  | 180                                  | 168                                  | 157                                  | 175                                  | 177                                  | 170                                  |